# Tulile
Tulile (* 8. Oktober 1976 in Santo Domingo, Dominikanische Republik) oder auch „El Rey Tulile“ genannt, eigentlich José Manueal Rivera, ist ein dominikanischer Merenguemusiker.

## Werdegang
Schon in früher Jugend zeigte José Manuel Rivera sein musikalisches Talent. Schon sein Vater spielte in den Orchestern von Cuco Valoy, Jorge Solano und anderen. Mit 13 Jahren lernte er Saxofon zu spielen. Seinen ersten größeren Auftritt hatte er bei der Feuerwehrkapelle von Santo Domingo. Es folgten Engagements mit Monchi Capricho und Ramón Orlando. 
1999 nahm Tulile sein erstes Soloalbum auf und unterschrieb bei MT & VI Records einen Plattenvertrag. „La Cuca“ aus dem Jahr 2000 wurde ein großer kommerzieller Erfolg in der Dominikanischen Republik und auf dem internationalen Markt. Mit Tourneen durch Lateinamerika, USA und Europa soll der Merengue bekannter gemacht werden.

## Diskografie
- Los Gordos (1996)
- The Best 2000 (1999)
- La Cuca (2000)
- La Cuquita Hits (2000)
- El Mangú (2001)
- From The Beginning Live! (2002)
- La Hija del Rey (2002)
- Caminante (2004)
- The Return of The King (2005)
- Usted Fue Que Macó (2007)
- 100% Merengue (2008)
- Pa'l Callejón (2010)